# Розв'язання задач
Розв'яза́ння зада́ч — це процес виконання дій, або розумових операцій, спрямованих на досягнення мети, яка задана в рамках проблемної ситуації — завдання, також цей процес є складовою частиною мислення. З точки зору когнітивного підходу процес розв'язання задач є найбільш складною зі всіх функцій інтелекту та визначається як когнітивний процес вищого порядку, що вимагає узгодження та управління найпростішими та більш фундаментальними навичками. Деякі методи розв'язання задач, розроблених та використаних в галузі штучного інтелекту, інформатики, інженерії, математики, медицини і т. д. пов'язані з вирішенням проблем психічних методів, що вивчаються в психології.

## Стадії розв'язку задач
Процес розв'язування складається з таких основних процесів, як:
- Виявлення проблемної ситуації;
- Постанова завдання: виявлення та більш-менш суворе визначення вихідного (даного) — його елементів та відношень між ними — та необхідного (цілі);
- Знаходження розв'язання задачі.

Ці етапи можна побачити у більшості теорій розв'язання задач. Так, стадії постанови задачі та знаходження її рішення наявні в теоріях послідовника Вюрцбургської школи Отто Зельца, гештальтпсихолога К. Дункера і когнітивіста Грино, попри всі відмінності їхніх теорій. При цьому під постановою задачі може матись на увазі як свідома робота, так і деякі не усвідомлювані процеси переробки інформації.
Стадії розв'язання задач у теоріях О. Зельца, К. Дункера, Грино
| О. Зельц | К. Дункер | Грино |
| --- | --- | --- |
| 1. Утворення комплексу, до якого входять: а) характеристики відомого та б)місце невідомого в комплексі. Незавершеність цього комплексу — суть проблеми. | 1.Проникнення в проблемну ситуацію — розуміння її внутрішніх зв'язків, сприйняття її як цілого, яке містить в собі деякий конфлікт. | 1.Побудова когнітивної мережі, яка складається з елементів відомого (даного) та невідомого (відношення між елементами відомого та невідомого доки не з'ясовані). |
| 2. Запуск інтелектуальних операцій: пригадування під час створення рішення.                                                                             | 2.Знаходження функціонального значення рішення. 3.Реалізація (втілення) функціонального значення в конкретне рішення.               | 2. Побудова зв'язків (відношень) між елементами, модифікація мережі за допомогою додаткової інформації з пам'яті.                                                |

Див. також: А. де Гроот — стадії мислення шахіста

## Психологічні чинники
На хід та успішність розв'язання задачі впливають такі фактори.
- Налаштування:

- «Розв'язання певного числа задач одним способом спонукає випробуваного використовувати той самий спосіб для рішення наступних задач, навіть якщо цей спосіб стає неефективним». Як показав Найт, налаштування тим сильніше, чим важчими були завдання, які їх формували.
- Функціональна закріпленість: використовуваний певним чином предмет важко потім використовувати інакше при розв'язанні задачі.

- Характеристика суб'єкта:
- Емоційний (мотиваційний) стан:

- Попередня невдача знижує ефективність розв'язання;
- Найкращі результати мають місце при середній інтенсивності мотивації; надмірна або недостатня мотивація призводить до погіршення результатів (Закон Єркса — Додсона).

- Знання: можуть як підвищувати, так і знижувати ефективність розв'язання (через звички, стереотипізацію тощо).
- Інтелект: люди з низьким рівнем інтелекту більш сприйнятливі до налаштування.
- Особистість: показано, що успішність розв'язання задач пов'язана з:

1. гнучкістю;
2. ініціативою;
3. впевненістю;
4. нонконформізмом
5. здатністю стримувати рух (дуже повільно креслити лінії тощо).

## Теорії розв'язання задач

### Інформаційний підхід
З точки зору інформаційного підходу, задача — це різниця між двома станами; вона вважається розв'язаною, коли ознаки наявного та необхідного стану збігаються. Таким чином, процес розв'язання задач відбувається, коли організм або система штучного інтелекту здійснює перехід із даного стану в необхідний цільовий стан.
Представники інформаційного підходу виходили з того, що людина, як і комп'ютер, оперує символами (знаками), отже, обчислювальні машини можна «використовувати як пристрої для імітації процесу мислення людини». Моделі розв'язання задач, які вони створювали, найчастіше одночасно являли собою комп'ютерні програми (найвідоміший приклад — General Problem Solver Ньюелла та Саймона, створений 1957 року).

#### Ліндсей та Норман
Ліндсей та Норман описують розв'язання задач таким чином.
Вся наявна на цей момент інформація, яка має відношення до задачі, називається станом поінформованості. Розв'язання задач являє собою послідовний перехід від одного стану в другий, а потім — до наступного і т. д., поки не буде досягнуто остаточного стану поінформованості, тобто розв'язання. Такі переходи здійснюються за допомогою операторів — засобів, що зменшують розрив між наявним станом поінформованості та тим станом, який наступає за ним. Знаходження операторів і складає головну складність при розв'язанні задач.
Можливі дві стратегії розв'язання:
- прямий пошук: у цій стратегії «людина спочатку випробовує якийсь метод підходу до задачі, а потім вже дивиться, чи просунувся він вперед у результаті його застосування».
- зворотній пошук: тут «людина розглядає шукане рішення, питаючи себе: який попередній крок необхідний для того, щоб прийти до нього? Після визначення цього кроку визначається крок, що безпосередньо йому передує, і т. д., у найкращому випадку — до відправної точки, заданої у поставлення вихідної задачі». Зворотній пошук здійснюється за допомогою аналізу засіб-результат (зіставлення засобів та цілей): на кожному кроці проміжна ціль зіставляється з наявним станом обізнаності та знаходиться оператор — засіб, що зменшує проміжок.

Існує два види операторів:
1. алгоритми (сукупність правил, які гарантують результат);
2. евристичні прийоми (для складних задач, для яких не знайдені алгоритми).

## Психофізіологічні дані

### Дослідження О.К.Тихомирова
Появі у свідомості розв'язання задач передує емоційна активація та відчуття близькості розв'язання.
Це встановив О. К. Тихомиров, вивчаючи процес розв'язання шахових задач. Він пропонував піддослідним міркувати під час розв'язання задач вголос та паралельно реєстрував їхню шкіряно-гальванічну реакцію (ШГР), яка слугувала ознакою емоційної активації.
Експерименти показали, що спочатку з'являється емоційна активація. Після неї — звичайно через 0.1-0.5 секунди — виникають емоційні вигуки («Ага!», «Ой!» і т.і.). За емоційним окликом звичайно йдуть слова, що позначають відчуття близькості розв'язання: наближення до неусвідомлюваної ідеї («так-так-так-так», «ось-ось-ось-ось», «напевно…») або ще неясні результати пошуку («щось промайнуло», «щось є», «здається, знайшов», «здається, розв'язано»); рідше це вираз необхідності спробувати («спробуємо-спробуємо», «цікаво-цікаво»), сумніву ("«а»…"а"… або не «а»?") або сигнали самозупинки («стоп-стоп-стоп-стоп»). За цим йде розв'язання — називання конкретного принципового для розв'язання задачі кроку, - через 1.5-13.5 секунд після появи емоційної активації, у середньому — через 5.5 секунд.

## Розв'язання задач тваринами
Дискусії відносно механізмів розв'язання задач тваринами розгортаються довкола метода проб та помилок та інсайту.

### Метод проб та помилок
Торндайк (1898) вважав (та експериментально доводив), що механізмом розв'язання задач тваринами є не розуміння та міркування, а метод проб і помилок.
Торндайк розміщував тварин (кішок) у спеціальні проблемні ящики — клітки «з секретом», вихід з яких відкривався натисканням на кнопку або важіль, потягуванням за шнур, петлю тощо, які знаходилися в клітці або коло самої решітки зовні. Торндайк виявив, що спочатку кішки метушаться по клітці та чіпляються за все, що можуть дістати; в результаті цього вони все одно рано чи пізно випадково зачіпають механізм, який відкриває клітку та звільняються. Коли кішку знов саджають у клітку, її хаотична активність призводить до успіху трохи швидше, наступного разу ще швидше і т. д. Криві навчення показують поступове оволодіння рішенням.
Згідно з теорією Торндайка, тварини діють випадковим чином, при цьому імовірність повторення підкріпленої реакції зростає.
Однак деякі дані самого Торндайка говорять проти його теорії. Так, у випадках із деякими «ледачими» кішками Торндайка «увага, яка нерідко поєднується з нестачею енергії, дозволяла кішці швидше утворити асоціацію після першої вдачі». А замінивши згодом (1901) кішок на мавп, Торндайк виявив, що майже всі задачі розв'язувалися «шляхом швидкого, яке часто здавалось миттєвим, залишення безуспішних рухів та вибору правильного… Природно прийти до висновку, що мавпи, раптово переходячи від безлічі безладних рухів до однієї певної дії з гачком або засувом, мають поняття про гачок, про засув або про той рух, що вони виконують»…
Р. Вудвортс відмічає, що «не було виявлено жодного випадку такої поведінки в проблемній ситуації, коли тварина кидалася б на все навколишнє без жодного врахування об'єктивної ситуації. Вона завжди реагує на ті чи інші предмети, та майже усім її реакціям властива відома ступінь правомірності. Метод проб та помилок полягає не у сліпих, розрахованих на випадкову вдачу рухах, а у випробуванні певних шляхів до цілі. Наскільки ми можемо судити за поведінкою тварини, у неї завжди присутнє деяке схоплювання об'єктивної ситуації. Інша справа, що в будь-якій ситуації, яку можна назвати проблемною, це схоплювання ніколи не буває з самого початку повним. Ситуація повинна бути досліджена, а це рідко може бути зроблено без пересувань та маніпуляцій. Але навіть при першому погляді на ситуацію загальні обриси проблеми розкриваються в достатній мірі, щоб до певного ступеня обмежити сферу дослідження та маніпуляції».

### Інсайт
Розв'язання задач шляхом раптового просвітлення (інсайта), розуміння ситуації, проникнення в суть її опису В. Келер. Експерименти Келера показують наступні приклади того, як це відбувається.
- Курка, яка бачить перед собою ціль, віддалену від неї деякими перешкодами (парканом), «зовсім безпомічна, постійно налітає, якщо бачить ціль перед собою крізь решітку, на перешкоду, неспокійно бігаючи туди-сюди», та не здатна дістатися цієї цілі інакше як з допомогою такого метушіння, яке лише поступово наближає її до цілі (що нагадує опис Торндайка). Навпаки, собака та дитина (наприклад, дівчинка 1 рік 3 міс., ледве навчившись ходити), оцінивши просторові характеристики ситуації, можуть одразу знайти найкоротший обхідний шлях.
- Мавпа здатна схопити палицю та дістати нею їжу, що розташована поза кліткою (без усяких проб та помилок).
- Випадково з'єднавши дві короткі палиці, котрі окремо недостатньо довгі, щоб дотягнутися до їжі, шимпанзе одразу дістає їжу отриманою довгою палицею.
- Шимпанзе залазить на ящик або навіть ставить ящики один на одного, щоб дістати плід, який висить дуже високо.

### Використання знарядь
Відомо, що тварини в деяких випадках здатні використовувати знаряддя для розв'язування задач, однак дискусійним залишається питання про те, в якій мірі таке використання є вродженим (інстинктивним), а в якій — проявом інтелекту.
Приклади застосування знаряддя тваринами:
- Грифи кидають камені на яйця страусів, щб розбити іх.[13] (Це не нове спостереження; легенда свідчить. що Есхіл загинув, коли орел скинув йому на голову чи то черепаху, прийнявши лисину Есхіла за камінь, чи то камінь, прийнявши його лисину за яйце.)[14]
- Дятловий в'юрок дістає комах з щілин кори колючкою кактуса.[13]